# Намиб

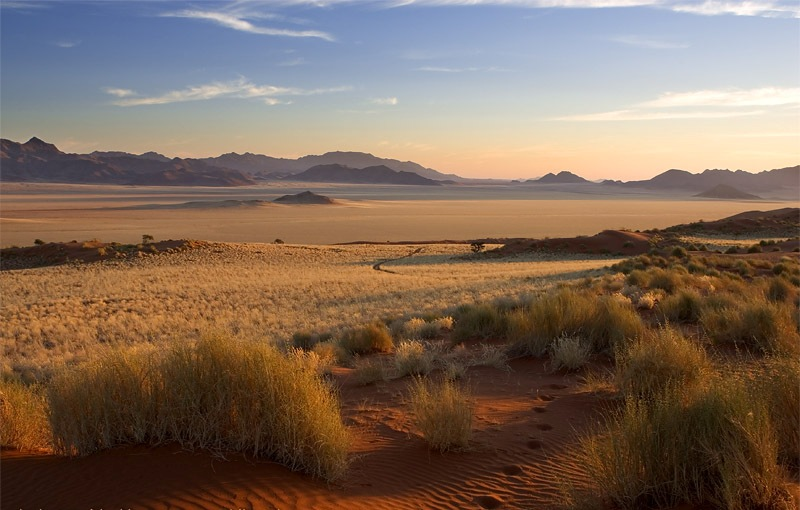
Закат в пустыне Намиб.

На́миб (порт. Namibe, англ. Namib) — прибрежная пустыня в юго-западной части Африки. Формированию пустыни наиболее способствовало Бенгельское течение. Название пустыни происходит из языка коренной народности нама. Площадь Намиба составляет свыше 100 000 км². Пустыня простирается на 1900 км вдоль побережья Атлантического океана от провинции Намибе в Анголе, через всю Намибию (которая получила от пустыни своё название) до устья реки Улифантс в Капской провинции ЮАР. От океана она уходит вглубь континента на расстояние от 50 до 160 км к подножию внутриконтинентального плато; на юге она соединяется с юго-западной частью Калахари.
Название «Намиб» на языке нама означает «место, где ничего нет». Пустыня Намиб чрезвычайно сухая (лишь 10—13 мм осадков в год) и, за исключением нескольких прибрежных городов, практически необитаема. Намиб считается самой древней пустыней в мире: пустынные или полупустынные условия существуют здесь беспрерывно уже на протяжении 80 миллионов лет, то есть пустыня образовалась ещё во времена динозавров.
Вследствие этого здесь возникло несколько эндемичных видов растений и животных (например, жуки-чернотелки Syntyphlus subterranius), которые приспособлены к жизни в местном чрезвычайно враждебном климате и не встречаются больше нигде в мире.

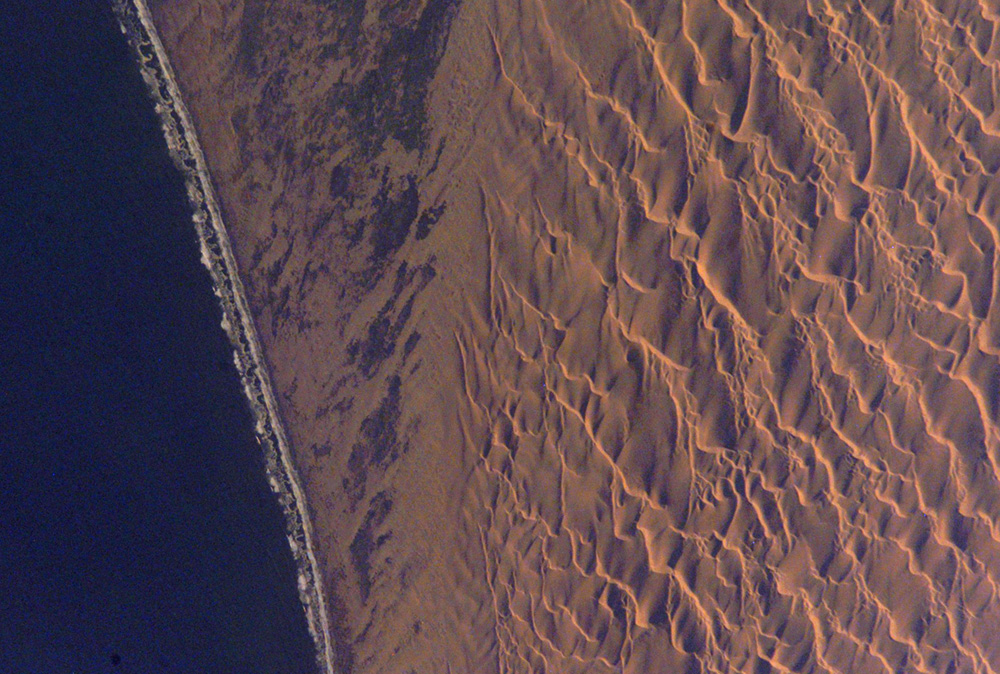
Море дюн в пустыне Намиб. Дюны вытянуты в направлении северо-запад — юго-восток, перпендикулярно направлению ветра.

В пустыне разведаны важные залежи вольфрамовых и урановых руд, а также алмазов. Воды Атлантического океана, омывающие берега Намиб, чрезвычайно обильны жизнью; берега пустыни привлекают многочисленных тюленей, морских птиц и даже пингвинов, которые, несмотря на африканскую жару, гнездятся на пустынных берегах и прибрежных островах.

## Физико-географическое положение
Пустыня делится на три географические зоны, которые тянутся полосами вдоль побережья:
- Очень узкая прибрежная полоса, где сильно ощущается влияние океана;
- Внешний Намиб, который занимает остаток западной части пустыни;
- Внутренний Намиб, в восточной, наиболее континентальной части пустыни.

Между этими зонами существуют широкие переходные области.

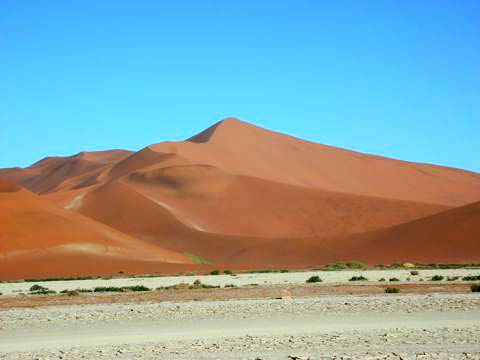
Дюна 7 — высочайшая песчаная дюна в мире (383 м)

Местность медленно поднимается на восток от океанского берега до уровня примерно 900 метров возле подножия континентального плато. Кое-где над пустыней поднимаются скалистые горы с крутыми склонами, сквозь которые на севере несколько рек прорезают глубокие ущелья с отвесными обрывами.
На юге большую часть поверхности земли покрывает песок, жёлто-серый вблизи побережья и кирпично-красный во внутренних районах пустыни. Песок происходит от движения реки Оранжевая и других речных потоков, которые иногда стекают с континентального плато и текут на запад, но никогда не достигают моря. Гряды песчаных дюн тянутся параллельно побережью с севера-северо-запада на юг-юго-восток; отдельные дюны имеют длину от 10 до 20 километров и от 60 до 240 метров высоты, среди них — так называемая Дюна 7 высотой 383 метра, которая считается высочайшей дюной в мире. Впадины между грядами дюн пересекаются небольшими поперечными дюнами. Поверхность крайнего юга пустыни создают обветренные скалы, по ним иногда перемещаются барханы и небольшие дюны в форме полумесяца, выгнутого против ветра.
Северная треть пустыни — регион Каоковелд — состоит преимущественно из каменных пустырей и голых скальных плато и долин с редкими полями песчаных дюн и рассеянных по местности выветренных горных пород.

## Водные ресурсы

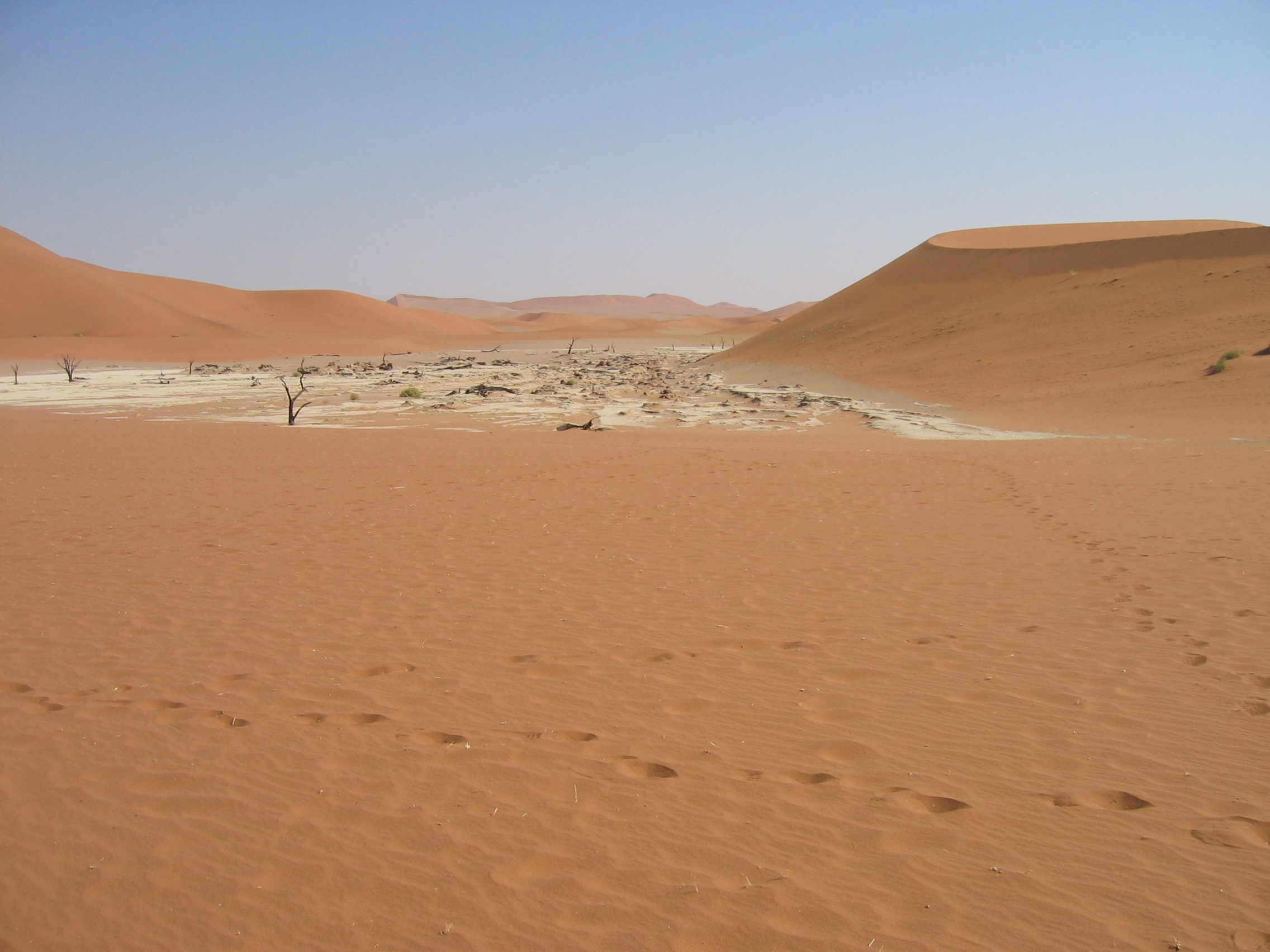
Впадина «флей» в Намибии

Вода стекает в пустыню с внутриконтинентального плато. Пустыню пересекает только две полноводные реки: Кунене на границе Намибии с Анголой и Оранжевая на границе с ЮАР. Оставшиеся русла наполняются поверхностными водами только на небольшое время раз в несколько лет, когда на внутреннем плато случаются особенно мощные ливни. В северной части Намиба наибольшие из этих потоков достигают океана, но на юге между Кейсебом и Оранжевой рекой все они теряются в солончаках или грязевых впадинах «флей» (африк. vlei), перед грядами песчаных дюн или в промежутках между ними.
Некоторые русла имеют постоянный подземный сток, когда вода просачивается в песок и свободно течёт под песком по слою из водонепроницаемой породы. Такие подземные стоки используют для водообеспечения прибрежных городов. Например, подземным стоком реки Кусейб, который перехватывается в 40 километрах от морского берега, обеспечиваются водой города Уолфиш-Бей и Свакопмунд; речка Койхаб теряется в дюнах, и её вода из подземного стока водопроводом длиной 130 километров доставляется в порт Людериц в южной части Намибии.

## Почвы
Бо́льшая часть поверхности Намиба полностью лишена почвы, представляя собой голую коренную породу; другие области покрыты ползучими песками. Почвы, которые тут встречаются, как правило, очень засолены, загипсованы или прочно зацементированы известью; оставшиеся создают сплошную поверхностную корку.

## Климат
В прибрежной зоне дожди не идут практически никогда, но влажность воздуха всегда очень высокая и находится практически на уровне насыщения. Холодное океанское течение Бенгела, которое течёт с юга вдоль побережья, охлаждает воздух и создаёт туман. Холодный воздух, который несёт морской бриз в глубину континента, создаёт температурную инверсию на примерно 300 метров вглубь, с туманом в нижнем слое и горячим и сухим воздухом вверху.
Густые туманы и быстрые течения, характерные для этих мест, затрудняют судоходство и приводят к многочисленным кораблекрушениям вблизи берегов пустыни. Особенно небезопасным является участок побережья к югу от устья реки Кунене — так называемый Берег Скелетов. Это настоящее кладбище погибших кораблей; корпуса некоторых из них лежат на значительном расстоянии от воды. Например, остов германского судна «Эдуард Болен» находится в 500 м от берега в результате действия пустынных ветров, которые постоянно сносят песок в море, постепенно отодвигая береговую линию на запад.
У побережья практически нет разницы между дневными и ночными или зимними и летними температурами; температура воздуха тут редко опускается ниже 10 или поднимается выше 16 градусов. Во внутренних областях пустыни летняя температура достигает 31 °C. В тех местах, куда не «достаёт» прохладный морской бриз — с безветренных сторон дюн или в глубоких каньонах — температура может подниматься выше 38 градусов, характерных для пустынь низких широт.
Ночью во внутренних областях пустыни температура иногда опускается до нуля. Каждый год на протяжении нескольких дней, как правило, весной или осенью, с востока налетает горячий сухой ветер (местные жители называют его берг, то есть «горный»). Он повышает температуру воздуха выше 38 градусов над всей пустыней и приносит огромные облака пыли, которые достигают океана и видны даже из космоса.
Редкие дожди, как правило, выпадают в виде кратковременных, но чрезвычайно мощных ливней. Ежегодный уровень осадков на побережье равен 13 миллиметрам и с продвижением вглубь континента постепенно увеличивается, достигая уровня 52 мм возле подножья внутриконтинентального плато на восточной границе пустыни. Но случаются годы, когда дождей не бывает совсем. Тем не менее, вследствие особенностей климата утром выпадает очень обильная роса, и для некоторых видов растений и животных роса является намного более важным источником влаги, чем осадки. До крайнего юга пустыни иногда доходят зимние штормы, которые правят над Южной Африкой в районе мыса Доброй Надежды; на высоких южных горах иногда выпадает снег.

## Флора и фауна

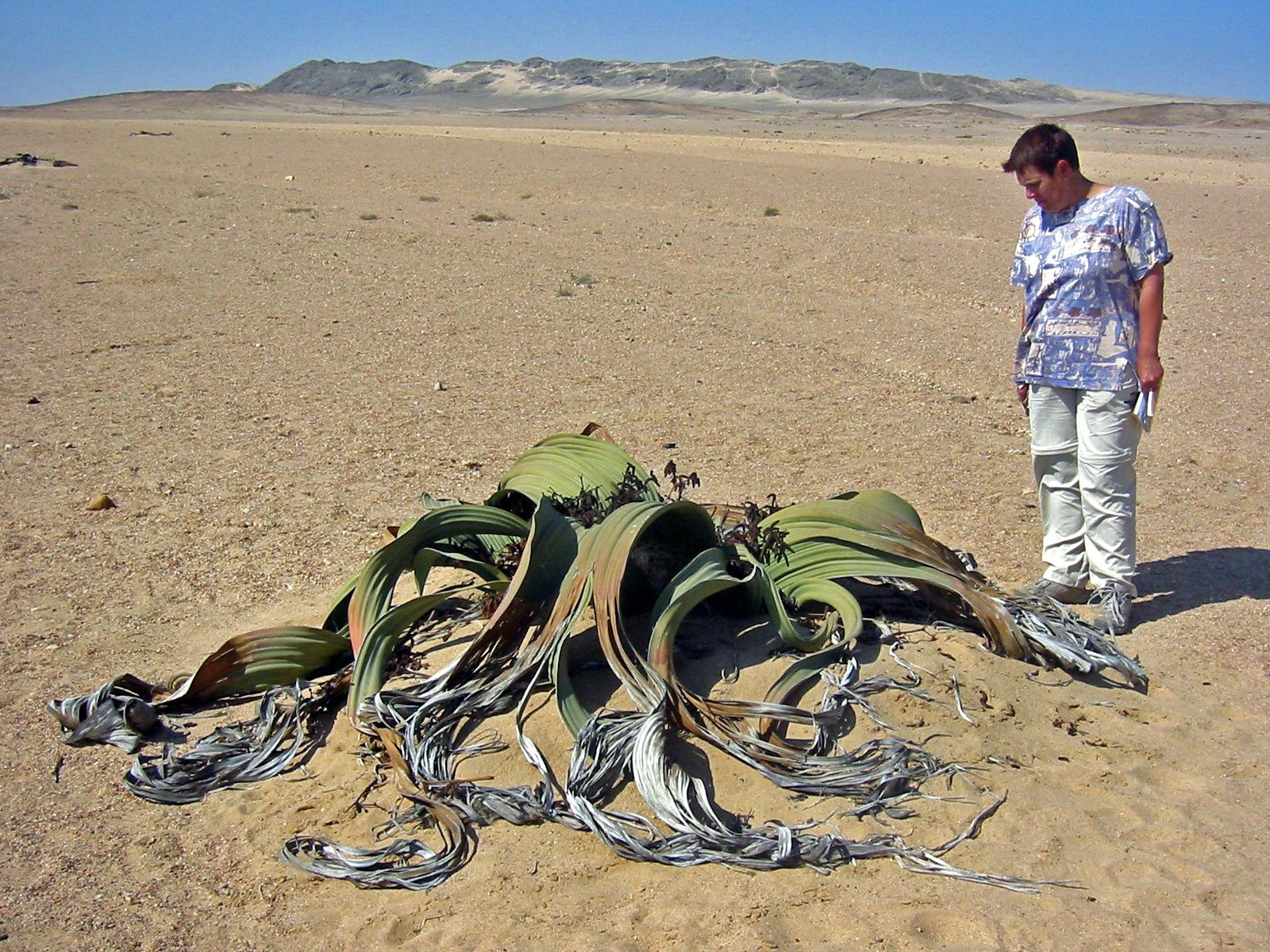
Вельвичия удивительная в Северном Намибе.

В пустыне можно выделить шесть природных зон по своим характерным типам растительности:
- прибрежная зона, где растительность состоит из суккулентов, которые большую часть влаги получают из тумана и росы;
- зона внешнего Намиба, которая практически лишена какой-либо растительности;
- степная зона внутреннего Намиба, которая может быть голой годами, но после дождей покрывается густым ковром невысоких трав, как однолетних, так и многолетних, которые переживают засуху под землёй в виде луковиц и клубней;
- дюны внутреннего Намиба, на которых неожиданно велико разнообразие кустарников и высоких трав;
- долины наибольших рек, вдоль которых могут расти большие деревья, особенно акации;
- к югу от южной границы зимних дождей, где растут кустарники, которые способны выдержать летнюю засуху. Одно из удивительнейших местных растений — тумбоа, или вельвичия (Welwitschia mirabilis), которое растёт в северной части пустыни. Вельвичия отращивает только два гигантских листа, медленно растущие всю её жизнь, которая может продолжаться 1000 лет и больше, но тем не менее листы редко превышают длину 3 метра, потому что постоянно стираются ветром, который разрывает листья на тонкие кусочки и переплетает их. Листья прикрепляются к стеблю, который напоминает огромную редиску конической формы диаметром от 60 до 120 сантиметров, и торчит из земли на 30 сантиметров. Корни вельвичии уходят в землю на глубину до 3 метров. Вельвичия известна своей способностью расти в чрезвычайно сухих условиях, используя росу и туман как основной источник влаги. Вельвичия — эндемик северного Намиба — изображена на государственном гербе Намибии.

В чуть более влажных местах пустыни встречается другое известное растение Намиба — нара (Acanthosicyos horridus), ещё один местный эндемик, который растёт на песчаных дюнах. Её плоды составляют пищевую базу и источник влаги для многих животных, которые иначе не могут выжить в пустыне — от африканских слонов до антилоп и дикобразов.
Ещё одно характерное растение пустыни — кокербом, или колчанное дерево (Aloe dichotoma) — суккулент высотой до 7 м.
Впадины и дюны внутреннего Намиба дают убежище некоторым разновидностям антилоп, таким как гемсбок (орикс) и спрингбок, а также страусам и иногда зебрам. Слоны, носороги, львы, гиены, шакалы встречаются на севере пустыни, особенно в долинах рек, которые текут с внутреннего плато в Атлантику. Дюны внешнего Намиба служат домом некоторым паукам (золотой катящийся паук), комарам, дорожным осам, другим насекомым (в основном жукам и муравьям), и пресмыкающимся, особенно гекконам и змеям, однако млекопитающие тут практически отсутствуют.

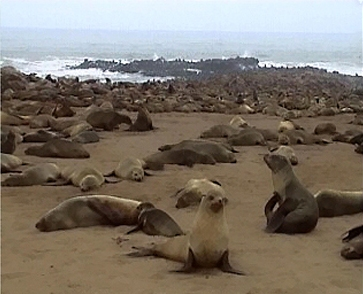
Тюленье лежбище на мысе Кейп-Кросс

Прибрежное море вследствие созданного течением Бенгала апвеллинга чрезвычайно богато рыбой. Оно привлекает сюда огромное количество тюленей, которые в сезон размножения выходят на пустынные берега сотнями тысяч, чтобы вывести детёнышей. Тюленьи лежбища находятся преимущественно в пределах Шпершебита и национального парка «Берег Скелетов», доступ туда строго ограничен; туристы посещают только лежбище на территории заповедника Кейп-Кросс к северу от Свакопмунда. С помощью колоний тюленей питаются многие группы сухопутных хищников — шакалы, гиены, а также морские львы, которые охотятся на больных и обессиленных особей и детёнышей, и некоторые грызуны. Прибрежная зона с островами также обильно заселена колониями морских птиц — фламинго, пеликанов, бакланов; на юге, на островах бухты Людериц, существуют значительные колонии пингвинов. С небольших прибрежных островов, таких как Ичабо, ежегодно собирают значительное количество птичьего гуано.
Пустыня Намиб существует уже примерно 80 миллионов лет, и местные животные имели много времени для эволюции и приобретения эволюционных приспособлений, как в биологическом строении, так и в поведении, к пустынной жаре и засухе, благодаря которым стало возможно их выживание в чрезвычайно враждебном климате. Например, намибийский геккон может бегать по песку, который разогревается солнцем до 60 °C; когда ему приходится останавливаться, он стоит по очереди то на одной, то на другой паре ног, спасая их от ожога. Когда температура поднимается ещё выше, он просто закапывается в песок, который в глубине значительно более прохладный. Подобную стратегию выживания демонстрируют также местные гремучие змеи и карликовые гадюки во время дневной жары. При этом кончик хвоста они оставляют на поверхности и используют его как приманку для привлечения мелких животных, которые принимают хвост за комаров. Другие животные полностью перешли к подземной жизни, как, например, золотистые кроты, которые активны только во время ночной прохлады.

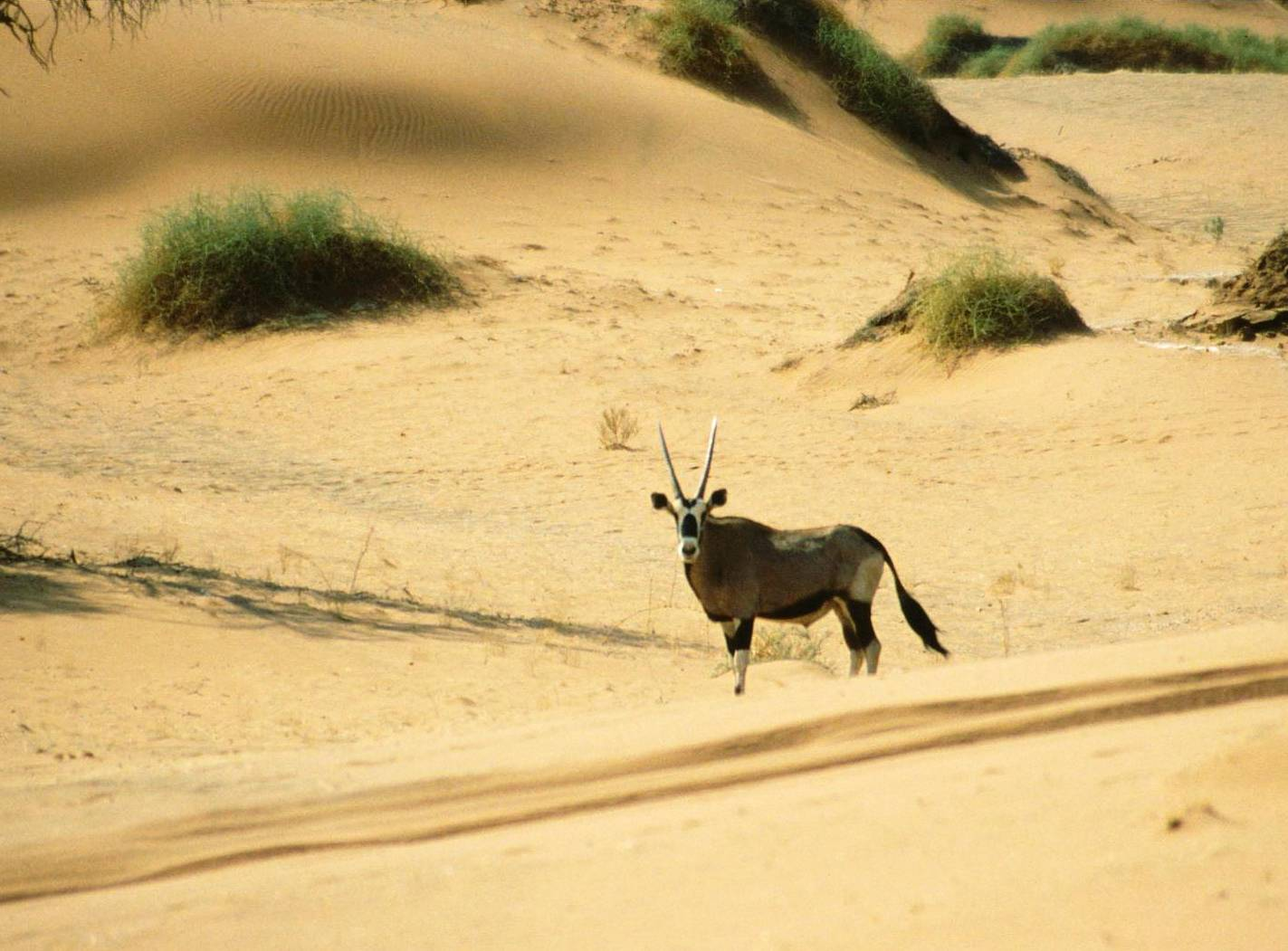
Сернобык

Источники питьевой воды в пустыне чрезвычайно редки, и местные растения нашли своеобразные способы её получения. Ночью и рано утром юго-западный ветер несёт вглубь страны облака густого тумана, который достигает расстояния 80 километров от побережья, и много местных растений и животных имеют листья или шкуру (или даже специальные сборники), специально приспособленные для сбора утренней росы. Наивысший уровень приспособления к этому демонстрируют местные жуки вида Onymacris unguicularis. С утра они поднимаются на гребни высоких дюн и поднимают устьице вверх, на устьице конденсируется влага, которая стекает жучку прямо в рот. Подробности этих процессов и приспособлений жуков изучают исследователи пустынной научной станции Гобабеб с целью разработки методов использования конденсированной влаги в хозяйстве.

## Население и экономика
До начала XX века по пустыне кочевали редкие группы народа сан (бушмены). Они собирали всё, что можно было найти съедобного на берегу моря, и кочевали во внутреннем Намибе, часто во время своих путешествий имея за источник воды только горький сок пустынных растений Citrullus ecirrhosus  («дыня тсамма»). Небольшое количество гереро и в настоящее время занимается традиционным скотоводством в пустынной части Каоковелда, перегоняя стада крупного рогатого скота и коз между редкими колодцами. Однако большая часть Намиба сейчас совсем безлюдна и не имеет какую-либо экономическую активность после того, как кочевники пустыни переселились в более благоприятные для жизни места и приспособились к другим условиям жизни. Вместе с тем, некоторые участки пустыни продуктивны в той или иной области.
Степные районы на крайнем юге внутреннего Намиба поделены между большими частными фермами (ранчо), где местные жители работают под руководством западных менеджеров. Эти фермы занимаются выращиванием пустынных овец; шкуры новорождённых ягнят овец этой породы, покрытые мягкой шерстью, экспортируют в Европу, где из них шьют зимнюю одежду.
Большая часть территории Северного и Центрального Намиба является заповедной и рекреационной зоной. Национальный парк «Пустыня Намиб» в центральной части даёт убежище стадам зебр, антилоп и страусов. Полоса 210 км шириной вдоль побережья на Северо-Западе от Свакопмунда составляет Национальную туристическую зону Западного побережья; в её пределах находится тюлений заповедник Кейп-Кросс, созданный для защиты традиционных мест размножения тюленей. Далее к северу находится Национальный парк «Берег Скелетов», доступ к которому ограничен по причине необходимости защиты и сохранения пустынной экосистемы.
На большой территории между речками Кусейб и Оранжевой и на 130 км вглубь континента находится провозглашённый Шпергебит (нем. Sperrgebiet — запрещённая зона), доступ в который сурово ограничен из-за наличия в нём месторождений алмазов. Алмазы добываются промышленным способом из алмазоносных горных пород вблизи побережья, преимущественно возле устья Оранжевой реки. Алмазы составляют около трети всего намибийского экспорта.
На намибийском побережье Атлантического океана существуют только четыре значимых городских центра.
Свакопмунд — летняя (сезонная) столица Намибии, популярный океанский курорт, который до сих пор сохраняет атмосферу колониальных времён, когда Юго-Западной Африкой владела Германская империя. С середины декабря до середины февраля большая часть столичных и правительственных учреждений перемещаются из Виндхука в Свакопмунд, чтобы избежать летней жары, которая свирепствует во внутренних областях страны. Развитию Свакопмунда способствовала и разработка месторождений урановых руд в 40 километрах к востоку от города.

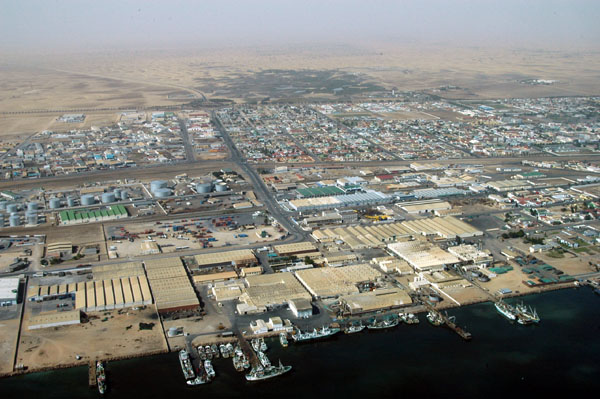
Порт Уолфиш-Бей

Уолфиш-Бей расположен к югу от Свакопмунда; раньше он принадлежал ЮАР и был присоединён к Намибии в 1994 году. Это — современный портовый город со смешанным населением; тут живёт много переселенцев нама из центра и юга страны, но большинство местных африканцев составляют рабочие мигранты из Анголы, которые работают в порту. Порт служит базой большому рыболовецкому флоту, который поставляет рыбу как на предприятия рыбной промышленности в городе, так и на плавучие рыбоконсервные заводы в открытом море.
Людериц, небольшой порт в мелководной скалистой бухте в южной Намибии, ведёт небольшую торговлю с Уолфиш-Беем и Кейптауном, является центром ловли и переработки омаров.
Ораньемунд в устье Оранжевой реки — шахтёрский город, центр добычи алмазов на южном побережье и на северном береге реки Оранжевой.
Пустыню Намиб пересекают железнодорожные линии и асфальтированные автодороги, которые соединяют Уолфиш-Бей, Свакопмунд, Солитаир и Людериц с внутриконтинентальной транспортной сетью Намибии и Южной Африки. Существуют также прибрежные автодороги: от Свакопмунда на север примерно на 210 километров вдоль туристической зоны, между Свакопмундом и Уолфиш-Беем и между Людерицем и Ораньемундом; на остальной территории пустыни — на севере в Каоковелде и между Уолфиш-Беем и Людерицем — современных транспортных путей нет.

## История исследований
Исследование берегов пустыни началось в XV веке португальскими экспедициями, которые искали морской путь на Восток вокруг Африки. Продвигаясь на юг вдоль африканского побережья, португальцы устанавливали на берегу каменные кресты с надписями, которые свидетельствовали о присоединении этих земель к владениям португальского государства. Один из таких крестов, установленный мореплавателем Диогу Каном, сохранился до настоящего времени на берегу пустыни Намиб на мысе Кейп-Кросс, к северу от Свакопмунда.
В начале XIX века бухта Уолфиш-Бей служила базой китобойного флота из Новой Англии, также существовало несколько караванных маршрутов сквозь пустыню, которыми торговцы и миссионеры добирались к районам внутреннего плато. В остальном про пустыню не было известно практически ничего. Только когда в юго-западной Африке была основана германская колония, было начато планомерное изучение и составление карты этой местности.